# سباق السرعة الفردية للفرق في بطولة الدراجات على المضمار
سباق السرعة الفردية للفرق في بطولة الدراجات على المضمار هو أحد سباقات بطولة العالم للدراجات على المضمار للرجال.

## الميداليات
| البطولة | الذهبية                                                     | الفضية                                                                    | البرونزية                                                                 |
| ------- | ----------------------------------------------------------- | ------------------------------------------------------------------------- | ------------------------------------------------------------------------- |
| 1995    | ينس فيدلر · مايكل هوبنر · يان فان إيجدين · ألمانيا          | فلوريان روسو · Hervé Robert Thuet · Benoit Vétu · فرنسا                   | William Clay · إيرين هارتويل · مارتي نوثستين · الولايات المتحدة           |
| 1996    | دارين هيل · شين كيلي · Gary Neiwand · أستراليا              | ينس فيدلر · مايكل هوبنر · سورين لسبريغ · ألمانيا                          | Laurent Gané · فلوريان روسو · Hervé Robert Thuet · فرنسا                  |
| 1997    | Vincent Le Quellec · فلوريان روسو · أرنو تورنانت · فرنسا    | سورين لسبريغ · Eyk Pokorny · يان فان إيجدين · ألمانيا                     | يوم داني · Sean Eadie · شين كيلي · أستراليا                               |
| 1998    | Vincent Le Quellec · فلوريان روسو · أرنو تورنانت · فرنسا    | يوم داني · شين كيلي · غراهام شارمان · أستراليا                            | سورين لسبريغ · Stefan Nimke · Eyk Pokorny · ألمانيا                       |
| 1999    | Laurent Gané · فلوريان روسو · أرنو تورنانت · فرنسا          | كريس هوي · كريغ ماكلين · جيسون كويلي · بريطانيا العظمى                    | سورين لسبريغ · Stefan Nimke · Eyk Pokorny · ألمانيا                       |
| 2000    | Laurent Gané · فلوريان روسو · أرنو تورنانت · فرنسا          | كريس هوي · كريغ ماكلين · جيسون كويلي · بريطانيا العظمى                    | José Antonio Escuredo · سلفادور ميليا · خوسيه أنطونيو فيلانويفا · إسبانيا |
| 2001    | Laurent Gané · فلوريان روسو · أرنو تورنانت · فرنسا          | ريان بايلي · Jobie Dajka · Sean Eadie · أستراليا                          | كريس هوي · كريغ ماكلين · جيسون كويلي · بريطانيا العظمى                    |
| 2002    | كريس هوي · كريغ ماكلين · جيمي ستاف · بريطانيا العظمى        | ريان بايلي · Jobie Dajka · Sean Eadie · أستراليا                          | Carsten Bergemann · ينس فيدلر · سورين لسبريغ · ألمانيا                    |
| 2003    | Carsten Bergemann · ينس فيدلر · رينيه وولف · ألمانيا        | ميكائيل بورجين · Laurent Gané · أرنو تورنانت · فرنسا                      | كريس هوي · كريغ ماكلين · جيمي ستاف · بريطانيا العظمى                      |
| 2004    | ميكائيل بورجين · Laurent Gané · أرنو تورنانت · فرنسا        | José Antonio Escuredo · سلفادور ميليا · خوسيه أنطونيو فيلانويفا · إسبانيا | كريس هوي · كريغ ماكلين · جيمي ستاف · بريطانيا العظمى                      |
| 2005    | كريس هوي · جيمي ستاف · جيسون كويلي · بريطانيا العظمى        | ثيو بوس · تيون مولدر · تيم فيلدت · هولندا                                 | ماتياس جون · Stefan Nimke · رينيه وولف · ألمانيا                          |
| 2006    | غريغوري باودج · ميكائيل بورجين · أرنو تورنانت · فرنسا       | كريس هوي · جيمي ستاف · جيسون كويلي · بريطانيا العظمى                      | ريان بايلي · شين كيلي · شين بيركنز · أستراليا                             |
| 2007    | غريغوري باودج · ميكائيل بورجين · أرنو تورنانت · فرنسا       | روس ادجار · كريس هوي · كريغ ماكلين · بريطانيا العظمى                      | روبرت فورستمان · ماكسيميليان ليفي · Stefan Nimke · ألمانيا                |
| 2008    | غريغوري باودج · كيفن سيرو · أرنو تورنانت · فرنسا            | روس ادجار · كريس هوي · جيمي ستاف · بريطانيا العظمى                        | ثيو بوس · تيون مولدر · تيم فيلدت · هولندا                                 |
| 2009    | غريغوري باودج · ميكائيل بورجين · كيفن سيرو · فرنسا          | ماثيو كرامبتون · جيسون كيني · جيمي ستاف · بريطانيا العظمى                 | رينيه اندرز · روبرت فورستمان · Stefan Nimke · ألمانيا                     |
| 2010    | روبرت فورستمان · ماكسيميليان ليفي · Stefan Nimke · ألمانيا  | غريغوري باودج · مايكل د. ألميدا · كيفن سيرو · فرنسا                       | روس ادجار · كريس هوي · جيسون كيني · بريطانيا العظمى                       |
| 2011    | رينيه اندرز · ماكسيميليان ليفي · Stefan Nimke · ألمانيا     | ماثيو كرامبتون · كريس هوي · جيسون كيني · بريطانيا العظمى                  | دان إليس · ماثيو غليتزر · جيسون نبلت · أستراليا                           |
| 2012    | شين بيركنز · سكوت سندرلاند (دراج) · ماثيو غليتزر · أستراليا | غريغوري باودج · كيفن سيرو · مايكل د. ألميدا · فرنسا                       | إيثان ميتشل · سام ويبستر (دراج) · إدي دوكينز · نيوزيلندا                  |
| 2013    | رينيه اندرز · Stefan Botticher · ماكسيميليان ليفي · ألمانيا | إيثان ميتشل · سام ويبستر (دراج) · إدي دوكينز · نيوزيلندا                  | جوليان بالما دي مايوركا · François Pervis · مايكل د. ألميدا · فرنسا       |
| 2014    | إيثان ميتشل · سام ويبستر (دراج) · إدي دوكينز · نيوزيلندا    | رينيه اندرز · روبرت فورستمان · ماكسيميليان ليفي · ألمانيا                 | غريغوري باودج · كيفن سيرو · مايكل د. ألميدا · فرنسا                       |
| 2015    | غريغوري باودج · مايكل د. ألميدا · كيفن سيرو · فرنسا         | إدي دوكينز · إيثان ميتشل · سام ويبستر (دراج) · نيوزيلندا                  | يواكيم إيلرز · رينيه اندرز · روبرت فورستمان · ألمانيا                     |